# Ulrich Meier (Historiker)
Ulrich Meier (* 1948) ist ein deutscher Historiker.

## Leben
Von 1969 bis 1972 studierte er an der PH Bielefeld Mathematik, Physik und Geschichte. Von 1972 bis 1973 absolvierte er das Referendarsjahr. Abschluss: Zweite Staatsexamen, Mathematik/Physik, Sekundarstufe I. 1973 erwarb er das Vordiplom Pädagogik. Von 1973 bis 1980 studierte er an der Universität Bielefeld Philosophie und Geschichtswissenschaft. Nach der Promotion 1991 in mittelalterlicher Geschichte (Summa cum laude) und der Habilitation 2007 an der Universität Bielefeld (Venia legendi für Mittelalter und Frühe Neuzeit) wurde er 2009 zum außerplanmäßigen Professor in Bielefeld ernannt.
Seine Forschungsschwerpunkte sind italienische und deutsche Stadtgeschichte, Geschichte der politischen Theorie in Mittelalter und Früher Neuzeit, historische Semantik des Politischen, politische Ikonographie und Regionalgeschichte Ostwestfalens.
Meier ist seit 2012 ordentliches Mitglied der Historischen Kommission für Westfalen.

## Schriften (Auswahl)
- Mensch und Bürger. Die Stadt im Denken spätmittelalterlicher Theologen, Philosophen und Juristen, München 1994, ISBN 3-486-55975-3.
- als Herausgeber mit Klaus Schreiner: Stadtregiment und Bürgerfreiheit. Handlungsspielräume in deutschen und italienischen Städten des Späten Mittelalters und der Frühen Neuzeit. Göttingen 1994, ISBN 3-525-35672-2.
- als Herausgeber mit Andrea Löther, Norbert Schnitzler, Gerd Schwerhoff und Gabriela Signori: Mundus in Imagine. Bildersprache und Lebenswelten im Mittelalter. Festgabe für Klaus Schreiner. Mit einem Geleitwort von Reinhart Koselleck. München 1996, ISBN 3-7705-3118-3.
- mit Martin Papenheim und Willibald Steinmetz: Semantiken des Politischen. Vom Mittelalter bis ins 20. Jahrhundert. Göttingen 2012, ISBN 978-3-8353-1152-7.